# Château de Garrevaques
Ne doit pas être confondu avec Château de Gandels.
Le château de Garrevaques est un ancien château fort entièrement reconstruit et situé à Garrevaques, dans le Tarn (France).
Inscrit monument historique en 2016, c'est un édifice du XVe siècle, reconstruit au XIXe siècle, qui appartient depuis les années 1600 à la famille de Gineste.

## Historique

### Origine
Le premier château de Garrevaques est construit au milieu du XVe siècle, à partir de 1470, afin de protéger le village. C'est alors une grande bâtisse fortifiée, flanquée de quatre tours et ceinturé à la fois par une enceinte et plusieurs douves remplies par détournement du Sor .

### Guerres de Religion
Lors des guerres de Religion du XVIe siècle, il appartient tout d'abord à un seigneur de confession catholique, réputé pour empêcher les pasteurs de se rendre à l'Académie protestante de Puylaurens. En 1580, les troupes calvinistes du vicomte de Turenne, Henri de La Tour d'Auvergne, s'emparent de nombreuses places-fortes catholiques voisines de Garrevaques, dont Sorèze. Elles assiègent ensuite le château de Garrevaques, qui tombe en trois jours, après qu'une brèche se soit créée dans les remparts. Plusieurs dizaines de défenseurs sont ensuite massacrés. À partir de ce moment, il devient l'une des principales place-forte du camp huguenot dans le Lauragais. D'ailleurs, Henri III de Navarre (futur Henri IV), l'un des principaux chefs protestants, y séjourne quelque temps. 
Après cette période trouble, la bâtisse échoie à la famille de Gineste, protestante, qui en reste propriétaire des siècles durant, et encore aujourd'hui. Le château ayant été endommagé par les guerres, les nouveaux seigneurs de Garrevaques remanient leur bien.

### Le château actuel
Lors de la Révolution française, le château est incendié par des révolutionnaires. Ravagé par les flammes, il ne demeure aujourd'hui du château originel que peu d'éléments, dont les vestiges d'une porte et d'une tour. Le comte Philippe de Gineste, puis son fils Henri, ayant fait fortune dans le commerce de betteraves sucrières, ils font reconstruire leur château peu de temps après sa destruction, au début du XIXe siècle, sous le Premier Empire. Lors d'un mariage au château en 1815, la famille de Gineste achète une série de douze tableaux venant de la manufacture Dufour et Leroy (Paris), aujourd'hui d'une valeur inestimable. Il est de nouveau restauré en 1862.

### La Seconde Guerre mondiale
Lors de la Seconde Guerre mondiale, en 1943, le château est réquisitionné par l'occupant allemand. Grâce à l'aide des habitants du village, les propriétaires parviennent néanmoins à sauver la plupart des meubles de valeur, qui sont évacués de l'édifice, avant que les allemands n'en prennent possession. La bâtisse est alors occupée par un état-major, qui dégrade l'édifice et transforme la cuisine en armurerie, avant de quitter la place après le débarquement de Provence, le 15 août 1944.
Lors de leur départ, ils placent des explosifs dans les sous-sols du château, afin d'empêcher les propriétaires de reprendre possession de leur bien. Néanmoins, l'édifice est sauvé par le jardinier, Jules Gasc, ancien combattant, qui, découvrant les six bombes à la cave, parvient à les désamorcer.

### Aujourd'hui
Le château est toujours une maison privée ou vivent les 16,17 et 18eme génération de la famille.
Il est également connu pour ses événements, spectacles, soirées d'entreprise et activités insolites organisés par l'agence My French way of life:  www.myfrenchwayoflife.com
Le château de Garrevaques est partiellement inscrit au titre des monuments historiques par arrêté du 30 mai 2016. C'est le salon présentant les douze tableaux de la manufacture Dufour qui est concerné par cette protection.

## Architecture
Le château de Garrevaques se trouve dans la vallée du Sor. C'est un magnifique corps de logis s'élevant sur deux étages, et flanqué de deux tours polygonales aux extrémités de sa façade principale, et d'une autre au centre de sa façade arrière. La façade principale se compose de trois travées surmontées par un niveau sous combles avec de belles lucarnes doubles. L'ensemble est recouvert par un parement de fausses briques, et couvert de toitures en ardoises, soutenue par une rangée de faux mâchicoulis.[réf. souhaitée]
Le salon inscrit présente donc un papier peint panoramique de 1815, composé de douze tableaux-tentures en papier peint et travaillés en grisaille. Ils représentent les amours de Cupidon et Psyché et sont l’œuvre de la  manufacture Dufour et Leroy,. 
Le domaine du château a été reboisé en 1878 par André Leroy, et on y trouve aussi de nombreuses dépendances, dont d'anciennes écuries, aujourd'hui converties en hôtel-restaurant haut de gamme. Face au château se dresse un chêne pedonculé (Quercus robur L.) vieux de 550 ans, classé arbre remarquable. Depuis le parc, on peut également apercevoir le château de Montgey.

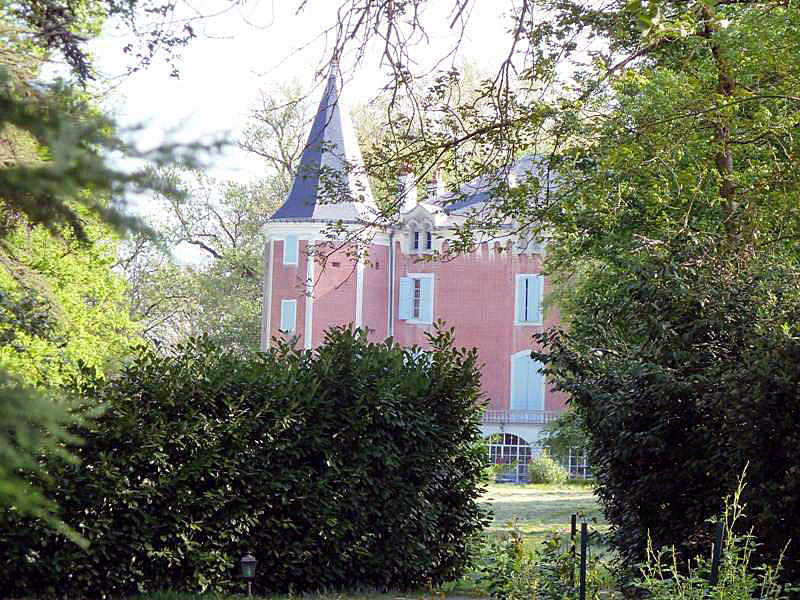
Vue du château depuis le parc
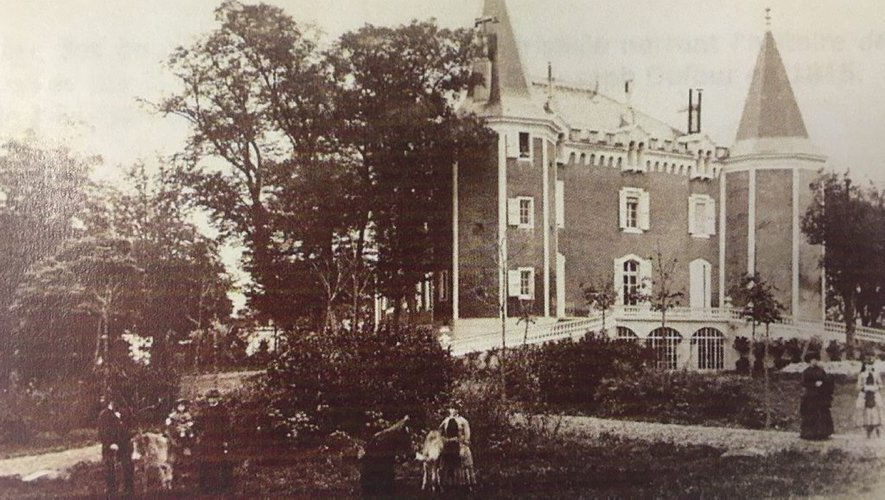
Le château en 1890
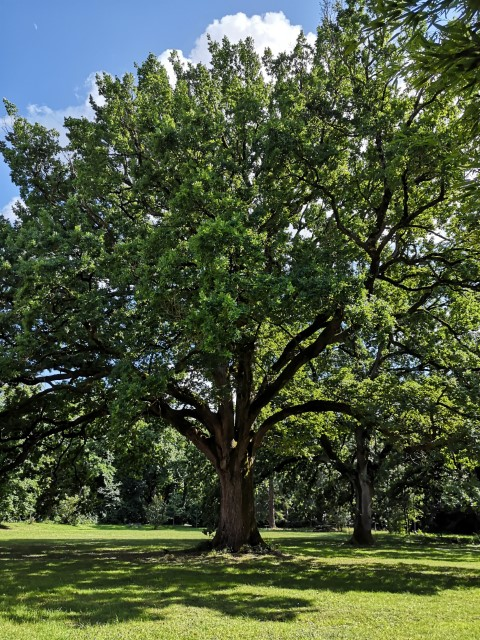
Le chêne pédonculé remarquable